# Philip V. Bohlman

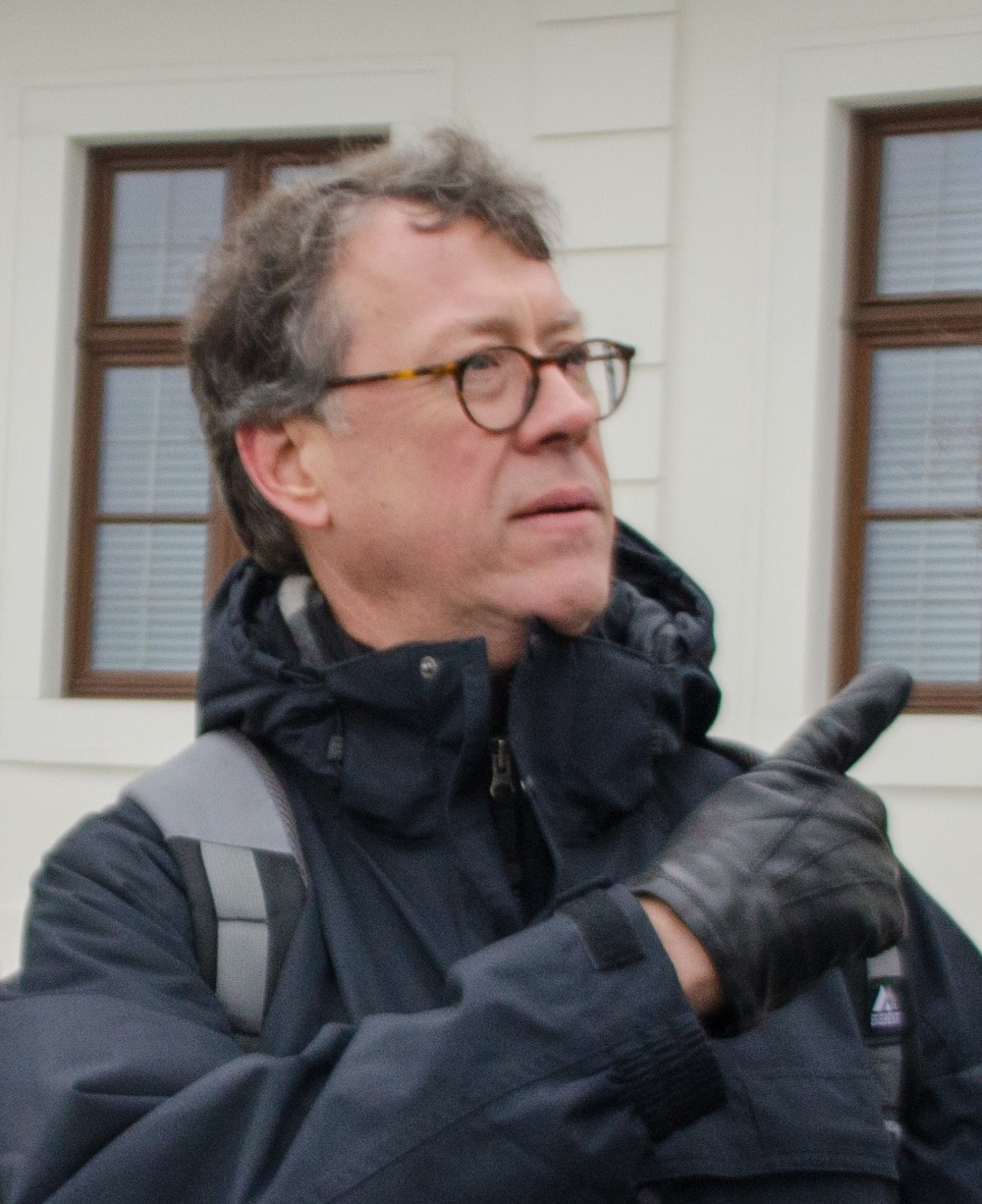

Philip V. Bohlman es un etnomusicólogo estadounidense cuyo interés se centra en las músicas del mundo. 

## Breve biografía
Recibió la Licenciatura de música en la especialidad de piano en la Universidad de Wisconsin-Madison (1975) y obtuvo el máster de música (1980) y el doctorado de musicología y etnomusicología (1984) en la Universidad de Illinois. Pertenece al cuerpo docente de la Universidad de Chicago como profesor desde 1987, donde actualmente sigue ejerciendo su actividad.
Bohlman ha estudiado y escrito varios libros sobre varias músicas del mundo, como puede ser la judía, india, alemana o el folk americano. Y también ha colaborado con otros personajes importantes de la música, como Bruno Nettl o Charles Capwell, y es coeditor de varios libros relacionados con la música y la raza, la musicología comparada o la antropología de la música.

## Estudio y obras más relevantes
El estudio de Bohlman se centra en la naturaleza musical y en su cambio a lo largo del tiempo. Se preocupa sobre la representación de la música, sobre qué significa la música en las diferentes partes del mundo.
Algunas de sus obras más relevantes son:
- Central European Jews in Israel:the Reurbanization of Musical Life inan Immigrant Culture.(Anuario Tradicional de Música), 1984
- The Study of Folk Music in the Modern World. Dloomington, 1988.
- Tradicional Music and Cultural Identity: Persistent Paradign in the History of Ethnomusicology (Anuario de Música Tradicional),1988.
- World Music and World Religions, ed. L.E. Sullivan. Cambridge, 1997.
- World Music: A very Short Introduction. Oxford: Oxford University Press, 2002.